# Mette Møllerová (fotografka)
Mette Møllerová (nepřechýleně Mette Møller; * 1965 ) je norská spisovatelka a ilustrátorka kuchařek a bývalá fotografka pro redakci Dagbladet.

## Životopis
Møllerová je vdaná s bývalým novinářem a sportovním komentátorem deníku Verdens Gang Truls Dæhli a matkou fotbalisty Matse Møllera Dæhliho. Poté, co se jejich syn rozhodl vsadit na fotbal a jako 15letý byl přijat do fotbalové akademie Manchesteru United, Møllerová opustila práci fotografky a odstěhovala se do Anglie. 